# 殺人鬼藤子的衝動
《殺人鬼藤子的衝動》（日语：殺人鬼フジコの衝動），日本小說家真梨幸子創作的小說，2008年12月由德間書店出版單行本，2011年發行文庫本並創下50萬本銷量，造成話題。2012年，發行續集《殺人鬼藤子的真實：Interview in Cell》。
2015年，由Hulu翻拍為6集真人版連續劇。

## 背景大綱
一連殺害十幾人而被宣判死刑的女子，被社會稱為「殺人鬼藤子」。藤子在11歲時，遭遇了全家滅門血案，僅有自己一人獨活。試圖從該悲慘事件重新步上人生的藤子，其後卻一路犯下令人髮指的數樁兇殘刑案。由藤子留下的紀錄式文件等資料，社會大眾逐漸窺知藤子不為人知的面貌。

## 登場人物
- 森澤藤子：被稱為「殺人鬼藤子」。1971年10月26日，發生「高津區滅門血案」，全家被殺害，僅藤子一人倖存。藤子雖身負重傷但被救回，由親戚帶回照顧。其後雖努力重回生活正軌，但沉迷於金錢、整型甚至連續殺害15人。
- 高峰美智子：收到藤子的女兒早季子寄來的紀錄手稿，試著還原當時事件真相並出版傳記。
- 森澤慶子：藤子的母親，「高津區滅門血案」被害者之一。缺乏金錢觀，對孩子的教育絲毫不關心，亦不支付學費及午餐費。
- 森澤遼一：藤子的父親，「高津區滅門血案」被害者之一。對藤子家暴。
- 森澤沙織：藤子的妹妹，「高津區滅門血案」被害者之一。
- 下田茂子：慶子的妹妹。滅門血案發生後，將藤子帶回家照顧。某新興宗教的信徒。
- 下田健太：茂子的兒子。
- 上原早季子：藤子的女兒。
- 上原美也子：藤子的女兒。
- 小坂初代：藤子小學同學惠美的母親。化妝品銷售員，和藤子的母親熟識。

## 相關續集
- 《殺人鬼藤子的真實：Interview in Cell》（インタビュー・イン・セル 殺人鬼フジコの真実）

文庫本，2012年11月2日德間書店發行。
敘述主角藤子執行死刑之後的8年，發生的與下田健太相關之事件。由出版社記者井崎智彥、村木里佳子及新進作家吉永，對下田健太母親，亦即藤子的阿姨下田茂子進行獨家專訪，追查失縱的下田健太。
- 《我是藤子》（私は、フジコ）

2012年3月發行的《殺人鬼藤子的衝動》限定版附錄小冊中收錄的短篇作品。另有線上電子版。

## 連續劇
《藤子》，2015年11月起於日本Hulu、J:COM播出的連續劇，改編自真梨幸子的小說《殺人鬼藤子的衝動》，由尾野真千子主演。因內容緣故，僅在網站撥放。

### 故事概要
上原藤子（尾野真千子 飾）犯下連續殺人事件後被逮捕。出版社編輯高峰美智子（谷村美月 飾）某日收到已故的藤子女兒上原早季子（尾野真千子 飾）手稿，表示希望美智子可將這些手稿出版成書，美智子欲得知當年一連串的事件真相，因而走訪監獄當面採訪藤子。

### 登場人物
- 上原藤子：尾野真千子（國高中生時期：小野花梨）

因犯下至少15件殺人分屍案件而被逮捕的故事主角。
- 上原早季子：尾野真千子（學生時期：川島鈴遙（日语：川島鈴遥））

上原藤子的女兒。新興宗教天水教的信徒，將原稿寄給高峰美智子。
- 高峰美智子：谷村美月

出版社駿藝社記者。受上原早季子委託出版回憶錄，為釐清當年事件真相，前往監獄採訪死囚上原藤子。
- 若村春：丸山智己（日语：丸山智己）

高峰美智子的未婚夫，亦是美智子同事。
- 水谷：Lily Franky

出版社駿藝社主編。鼓勵高峰美智子追查此事件。
- 小坂初代：淺田美代子（日语：浅田美代子）

化妝品銷售員。熟知藤子家中狀況。
- 下田茂子：真野響子（日语：真野響子）

藤子的親生阿姨。將遭遇滅門血案後倖存的藤子接到家中照顧。
- 上原英樹：高橋努

上原藤子的丈夫。時常對妻兒家暴。

### 獲得獎項
- 第32回ATP賞電視大獎 非放送系部門 特別賞[6]

### 製作團隊
- 原作：真梨幸子（日语：真梨幸子）《殺人鬼藤子的衝動》
- 劇本：高橋泉（日语：高橋泉）
- 配樂：山田豐（日语：やまだ豊）
- 音樂製作人：志田博英（日语：志田博英）
- 主題曲：齊藤和義〈シンデレラ〉
- 導演：村上正典（日语：村上正典）[7]、岩田和行（日语：岩田和行）
- 製作人：戶石紀子、川西琢
- 協力：Basis、VASC、FUJI ART、ケイエッチケイアート
- 製作：Hulu、共同電視

## 関連項目
- 尼崎児童虐待死事件
- 北九州監禁殺人事件

## 外部連結
- 電視劇官方網站 （页面存档备份，存于）（日語）
- J:COM官方訪問（尾野真千子） （页面存档备份，存于）
- Hulu官方訪問（尾野真千子） （页面存档备份，存于）
- 「美人白書」尾野真千子專訪 （页面存档备份，存于）
- 互联网电影数据库（IMDb）上《藤子》的资料（英文）